# Kyberpunk

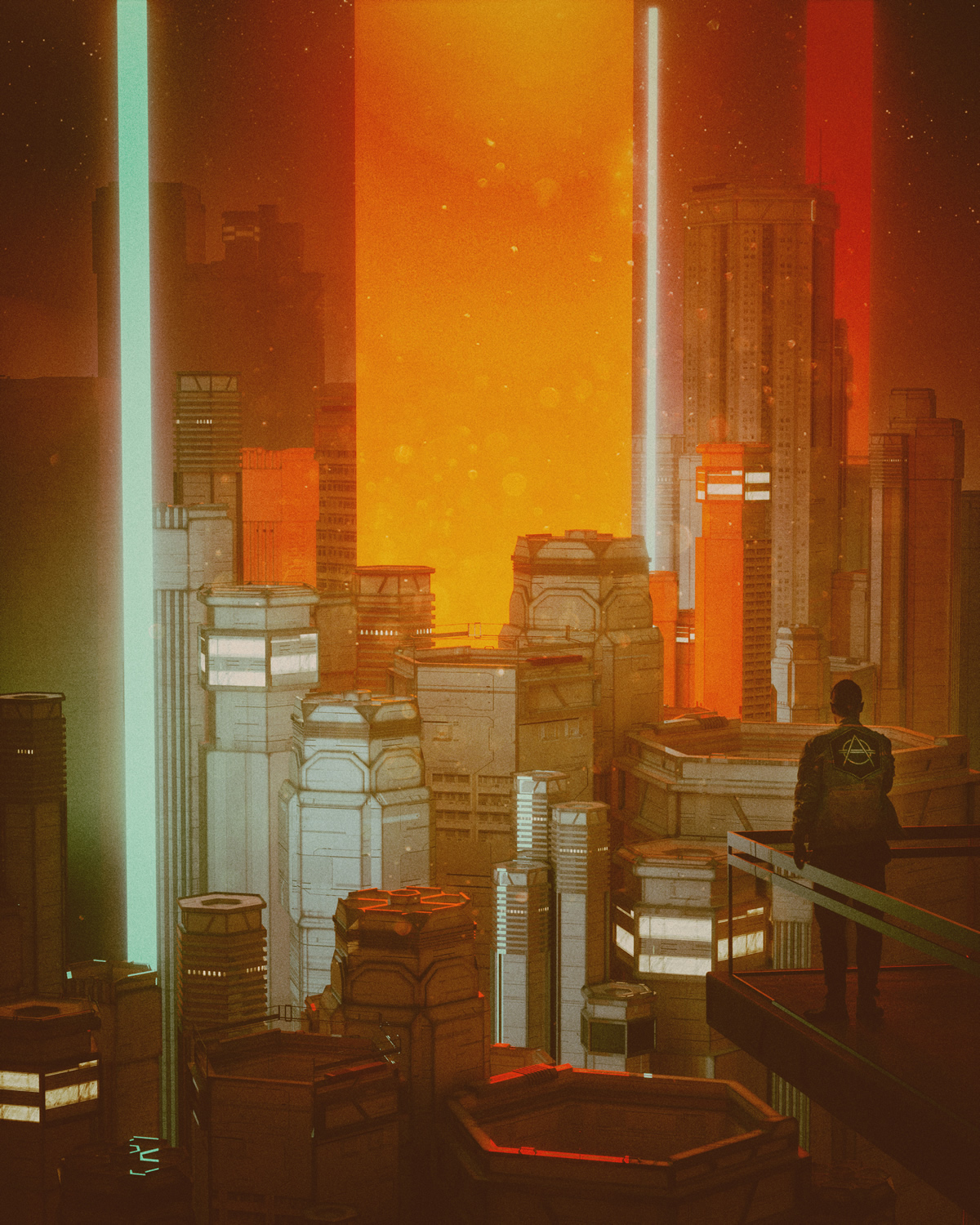
Kyberpunk ilustrace

Kyberpunk (anglicky cyberpunk) je subžánr science fiction, který je zasazen do futuristického prostředí a je charakteristický „kombinací společenské spodiny a pokročilé technologie“. Kontrast vytvářejí technologické a vědecké vymoženosti jako umělá inteligence a kybernetika společně s rozpadem společnosti či zásadní změnou ve společenském řádu.
Kořeny kyberpunku lze najít ve sci-fi hnutí 60. a 70. let 20. století Nová vlna, ve kterém spisovatelé jako Philip K. Dick, Roger Zelazny, J. G. Ballar, Philip Jose Farmer a Harlan Ellison zkoumali možné dopady drogové kultury, technologií a sexuální revoluce, zatímco se snažili vyhnout utopistické povaze předchozí science fiction. Významná prvotina Williama Gibsona Neuromancer z roku 1984 čerpala z punkové a hackerské subkultury a pomohla ustálit kyberpunk jako žánr. Dalšími významnými kyberpunkovými autory jsou Bruce Sterling a Rudy Rucker.
Mezi první kyberpunkové filmy patří Blade Runner z roku 1982 od režiséra Ridleyho Scotta, který byl natočen na motivy románu Sní androidi o elektrických ovečkách? od Philipa K. Dicka. Videohra Snatcher z roku 1988. Další filmy Johnny Mnemonic (1995) a New Rose Hotel (1998), oba natočené na motivy povídek Williama Gibsona, neměly úspěch u diváků ani u kritiky. Mezi novější příspěvky k žánru patří Blade Runner 2049, pokračování originálu z roku 1982, seriál Netflixu Altered Carbon (2018) založený na stejnojmenné knize, film Ghost In The Shell (2017) založený na japonském anime a manga sérii, film Dredd (2012), film z roku 2013 Snowpiercer a videohra Cyberpunk 2077 z roku 2020.

## Původ
Lawrence Person se pokusil popsat obsah a charakter kyberpunkové literatury takto:
Typické kyberpunkové postavy jsou vyvrhelové a samotáři, kteří žijí na okraji společnosti v dystopické budoucnosti, jejichž každodenní život ovlivňuje rychlý vývoj technologií, všudypřítomná datasféra digitálních informací a invazivní modifikace lidského těla.
Zápletka kyberpunkového díla se často soustředí na konflikt mezi umělou inteligencí, hackery a megakorporacemi a jejich dějištěm je nedaleká budoucnost na Zemi. Liší se tak od jiných sci-fi, jako např. Nadace od Isaaca Asimova a Duna  od Franka Herberta, které se odehrávají v daleké budoucnosti někde jinde ve vesmíru. Kyberpunkový děj bývá zasazený do postindustriálního dystopického prostředí, ve kterém se nachází unikátní směska kultur a technika je využívána způsoby, které původně nebyly zamýšlené. Velkou část atmosféry čerpá kyberpunk z noirových filmů a literární díla mnohdy užívají prostředky typické pro detektivky.

## Historie a původ
Kyberpunk se zrodil ze sci-fi hnutí Nová vlna 60. a 70. let 20. století. Dnes již neexistující britský science fiction magazín New Worlds začal pod vedením tehdejšího redaktora Michaela Moorcocka podporovat příběhy, které se pokoušely inovovat literární styly, techniky a archetypy. Autoři Nové vlny se snažili narušit běžné vypravěčství vytvořením světů, ve kterých se společnost snaží udržet krok s neustálým vývojem technologií a kultury a obvykle spěje k dystopickému výsledku. Mnozí autoři se zabývali tématy jako vliv drogové kultury, technologií a sexuální revoluce, užívali avantgardního stylu beatníků (zejména sci-fi díla Williama S. Burrougse, duchovního otce beatniků), dadaismu a své vlastní řečnické nástroje.
James Graham Ballard kritizoval myšlenku, že i v současnosti by příběhy měly obsahovat prvky typické již od Starověkého Řecka, a snažil se místo toho vytvořit nové mýty, tentokrát určené moderním čtenářům. Styl, „který užívá více psychologie, více meta-biologických a meta-chemických konceptů, subjektivní vnímání času, syntetické psychologie a časoprostory, více pochmurných polosvětů viditelných na malbách schizofreniků.” 
To mělo velký dopad na novou generaci spisovatelů, z nichž si někteří posléze říkali „cyberpunks“. Jeden z nich, Bruce Sterling, řekl:
„V kroužku amerických spisovatelů sci-fi mé generace, cyberpunks, humanisté a podobně, byl Ballard ústřední postavou. Hádali jsme se, kdo je více jako on. Věděli jsme, že mu nesaháme ani po paty, a nebyli jsme si jistí, jak bychom jen vytvořili takové dílo, které by on mohl ocenit. Ale alespoň jsme viděli vrchol, který on zvládl zdolat.“
Dle následující generace spisovatelů přinesli Bellard, Zelazny a zbytek členů Nové Vlny do žánru science fiction realismus, na kterém se poté snažili stavět.
Stejně zásadní, často označován za proto-kyberpunk, je román Phillipa K. Dicka Sní androidi o elektrických ovečkách? vydaný v roce 1968. Vzbouzí přesně ten pocit dystopické post-ekonomicko-apokalyptické budoucnosti, kterou později vytvářeli Gibson a Sterling ve svých dílech. Zabývá se etickými a morálními hledisky kybernetiky a umělé inteligence z mnohem realističtějšího pohledu než třeba Série o robotech Isaaca Asimova, která dala románu jeho filosofický základ. Na motivy tohoto románu vznikl v roce 1982 film Blade Runner, který zprvu nezaznamenal větší úspěch, ale postupně si získal kultovní status a pomohl protlačit proto-kyberpunk do mainstreamu. (V roce 1995, na motivy volně souvisejícího příběhu, byl natočen Johnny Mnemonic, film o dystopické budoucnosti, ve které nosí poslíčci data k doručení uložená kyberneticky ve své mysli.)
V roce 1983 byla v americkém časopise Amazing Stories publikována povídka od Bruce Bethkeho jménem Cyberpunk. Tento termín si propůjčil redaktor Isaac Asimov's Science Fiction Magazine Gardner Dozois a užíval jej ve svých editorialech. Bethke tvrdí, že si sepsal dva seznamy slov. Jeden s tematikou technologie, druhý s tematikou výtržnictví a snažil se je zkombinovat do termínu, který by vyjadřoval jak výtržnictví, tak vyspělou technologii. Svou vizi popsal v roce 1980 takto:
„Děcka co mi zničila počítač; jejich děti budou teprve zlo, kombinující etickou prázdnotu puberťáků s technickou gramotností, o které si my dospělí můžeme nechat jen zdát. Jejich rodiče a jiné dospělé autority budou na počátku 21. století strašně špatně vybaveni vůči první generaci mladistvých, kteří na počítačích vyrostli.“

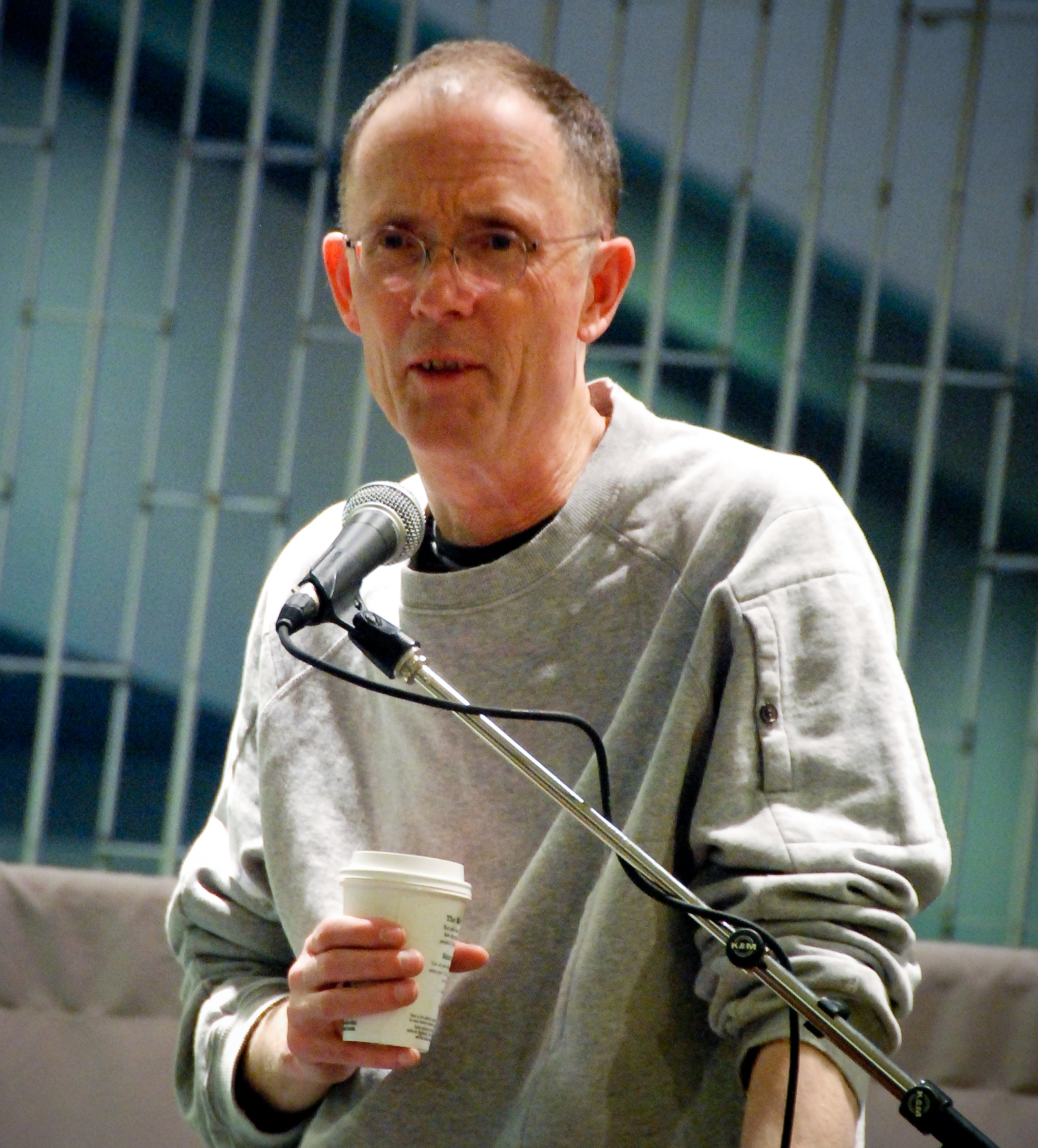
William Gibson

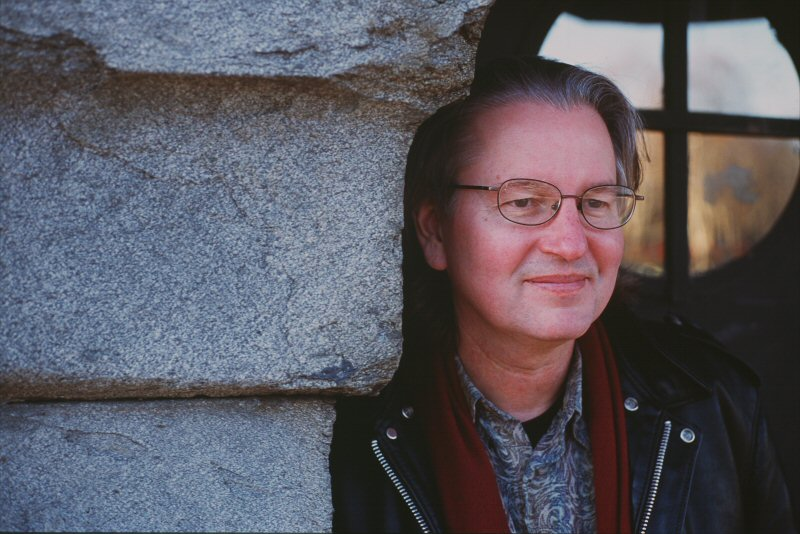
Bruce Sterling

Gardner Dozois poté začal používat tento termín ve své vlastní tvorbě. Za zmínku stojí článek ve Washington Post, ve kterém píše: „Nejvíce se ‚svéhlavé estetice‘ přibližují autoři bizarních, surových, high-tech příběhů, kterým se příležitostně přezdívá ‚cyberpunks‘ — Sterling, Gibson, Cadigan, Bear.“
V té době vyšel román Williama Gibsona Neuromancer, ve kterém bylo patrné to, co se později označovalo za archetypální kyberpunkovou virtuální realitu, ve které skrze počítačové prostředí žijí lidé v digitálních světech. Někteří, kupodivu i sám Bethke, se v tu dobu snažili pro spisovatele píšící příběhy podobné Gibsonovým prosadit název „neuromantici". Název, který jak připomíná název románu, tak název britského hnutí Nové vlny v oblasti pop music „Noví romantici”. Avšak tento název se neuchytil. Bethke později parafrázoval tvrzení Macheala Swanwicka, které ospravedlňovalo navrhovaný název: „členové, autoři tohoto hnutí by si správně měli říkat neuromantici, neboť mnohé z toho, co tvořili, byla jasná imitace Neuromancera.”
Bruce Sterling byl další ústřední postavou. Snažil se udržet kyberpunk v chodu a zabránit jeho stagnaci jakožto žánru. V roce 1986 sestavil sbírku kyberpunkových povídek s názvem Zrcadlovky – Kyberpunková antologie, kterou se snažil ustanovit, alespoň ze svého pohledu, co kyberpunk znamená.
V následujících deseti letech se archetypy krásné znázorněné v Neuromancerovi změnily na typické prvky žánru, která přerostla až do satirických extrémů viditelných v románu Neala Stephensona Sníh z roku 1992.
Bruce Bethke kyberpunkovou éru jak začal, tak i zakončil. V roce 1995 vydal román Headcrash, který stejně tak jako Sníh byl satirickým útokem na největší výstřelky žánru. Tento román vyhrál významnou kyberpunkovou cenu, pojmenovanou po jeho duchovním zakladateli, Philip K. Dick Award. Satira měla v románu takovouto podobu::
Jack přišel do místa „plného mladých chlapů, kteří nemají žádný společenský život, žádný sexuální život, jsou bez naděje, že se někdy odstěhují ze sklepa svých matek … Jsou to totální šmejdi a břídilové, kteří se oddávají mesiášským představám o tom, jak se jednou vyrovnají se světem svými skoro magickými počítačovými schopnostmi, avšak jejichž nynější skutečné využití sítě je na vytočení koprofilního fóra a stáhnutí pár nechutných obrázků. Prostě kyberpunkáči.“
Vliv kyberpunku je dalekosáhlý. Prvky kyberpunkového prostředí a vypravěčství se usadily ve sci-fi a spousta subžánrů má v současnosti koncovku -punk, např. Steampunk.

## Styl a charakteristika
Hlavními zástupci kyberpunku jsou William Gibson, Neal Stephenson, Bruce Sterling, Bruce Bethke, Pat Cadigan, Rudy Rucker, John Shirley a Philip K. Dick.
Film Blade Runner je ztělesněním kyberpunkového stylu a jeho témat. Video hry, deskové hry a papírové hry na hrdiny, jako například Cyberpunk 2020 a Shadowrun mnohdy obsahují dějové linky, ve kterých je vliv kyberpunku znatelný. Počátky 90. let také zaznamenaly prvky kyberpunku i v módě a hudbě. Lze jej také hojně najít v anime a mangách. Mezi nejvýraznější patří např. Akira, Gunnm, Ghost in the Shell, Cowboy Bebop, Serial Experiments Lain, Dennou Coil, Ergo Proxy a Psycho Pass.

### Prostředí

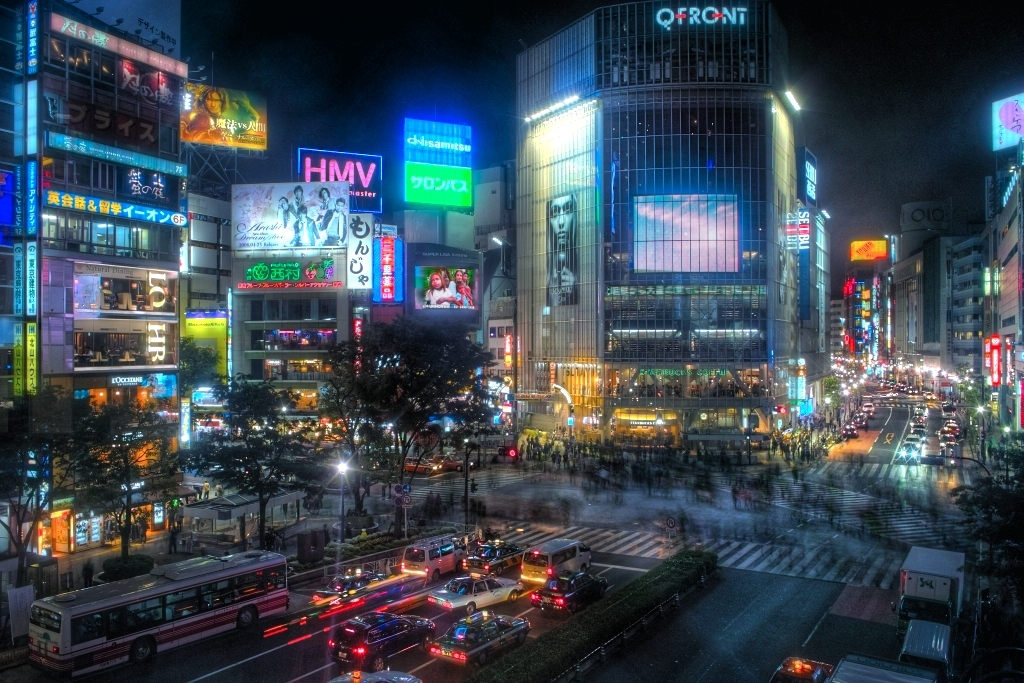
Šibuja, Tokio. William Gibson řekl o vlivu Japonska 80. let na žánr: „Moderní Japonsko prostě bylo ztělesněním kyberpunku.”

Kyberpunk užívá prvků z detektivek, noirových filmů a postmoderní prózy k vylíčení nihilistického podsvětí společnosti, které vládne elektronika. Vize nepokojné budoucnosti typické pro tento žánr je opakem utopistických vizí budoucnosti, které byly populární ve 40. a 50. letech. Odpor kyberpunku vůči utopistickým sci-fi popsal Gibson ve své povídce The Gernsback Continuum, která utopistickou sci-fi zesměšňuje a zčásti i zatracuje.
Mnohá kyberpunková díla se odehrávají online, v kyberprostoru, a boří hranice mezi virtuální realitou a skutečností. Typickým prvkem kyberpunkových děl je propojení lidského mozku s počítačem. V kyberpunkových světech nalézáme ponurou vizi budoucnosti, rozklad společnosti, počítače připojené k síti, obrovské nadnárodní společnosti, které do určité míry nahradily vládu a její funkce – politické, ekonomické a vojenské.
Častým tématem kyberpunku 80. let byl ekonomický a technologický stav Japonska. Jak William Gibson řekl o vlivu Japonska na žánr: „Moderní Japonsko prostě bylo ztělesněním kyberpunku.“ Děj se mnohdy odehrává v zasídlených, uměle vytvořených krajinách, kyberprostoru, virtuální realitě. Na tato urbanistická prostředí mělo zásadní vliv atmosféra a vzhled měst Hongkong a Šanghaj, což lze pozorovávat v dílech jako jsou Blade Runner a hra Shadowrun. Režisér Blade Runnera si kyberpunkové Los Angeles představoval jako „špatný den v Hongkongu”. Podobenství toho města lze také spatřit v anime Ghost in the Shell, jehož režisérovi Mamoruovi Ošiimu přišly chaotické Hongkongské uličky jako „místo, kde staré a nové žije ve zmateném vztahu” a tématu filmu dobře padnou. Pokud bychom hledali zosobnění kyberpunku v realitě, pak se nabízí dnes již neexistující Kowloon Walled City v Hongkongu.

### Protagonisté
Jednou z klasických kyberpunkových postav je Case z Gibsonova Neuromancera. Je to „kybernetický kovboj”, talentovaný hacker, který zradil své partnery-kriminálníky. Následně jej pomstychtiví partneři zmrzačí tak, že ztratí své hackerské schopnosti. Avšak Case nečekaně přijímá příležitost, která se naskýtá jen jednou za život – jeho zdánlivě neléčitelný stav mu vyléčí zruční lékaři, ale jen tehdy, když se účastní další zločinné akce s novou partou.
Stejně tak jako Case, i jiní kyberpunkoví protagonisté jsou manipulováni, dostávají se do situací, kdy nemají na výběr, a ačkoliv mohou být prozřetelní, ne vždy je to posune vpřed. Tito antihrdinové – „kriminálníci, vyvrhelové, vizionáři, odpadlíci a ztracené existence” – připomínají soukromá očka z detektivek. A právě důraz na tento typ postav zapříčiňuje „punk” (výtržník) ve slově kyberpunk.

### Společnost a vláda
Kyberpunk může sloužit k vyburcovat čtenáře k akci. Často v něm lze nalézt vzpouru a samotný žánr by se dal označit za kulturní revoluci vně science fiction. Slovy spisovatele a kritika Davida Brina:
… bližší pohled [na kyberpunkové autory] odhaluje, že mnohdy popisují vládu jako neschopnou a ufňukanou. Oblíbené sci-fi příběhy od Gibsona, Williamse, Cadigana a dalších sice popisují orwellovskou státní moc, avšak ve většině případů ji drží pevně v rukou buď bohatá elita nebo korporace.
Kyberpunkové příběhy si lze také vykládat jako fiktivní předpověď vývoje internetu. První zmínky o celosvětové komunikační síti přišly dávno před tím, než se World Wide Web vůbec dostal do povědomí široké veřejnosti. Avšak ne dříve, než tradiční autoři sci-fi, jako Arthur C. Clarke, nebo komentátor James Burke předpověděl nástup takovéto platformy.

## Média

#### Přijetí a vliv
Sci-fi autor David Brin popsal kyberpunk jako „nejlepší bezplatnou reklamou na science fiction”. Sice nepřilákal „opravdové výtržníky”, ale přilákal mnoho nových čtenářů, včetně akademiků. Kyberpunk poskytl takový typ hnutí, které přišlo postmoderním kritikům atraktivní. Popularita kyberpunku způsobila lukrativnost žánru sci-fi pro Hollywood a vizuální umění obecně.
Frederick Jameson, americký filozof, politolog a literární teoretik marxistické orientace, popsal kyberpunk jako „vrcholný literární projev když ne postmodernismu, tak pozdního kapitalismu”.
Kyberpunk dále inspiroval mnoho profesionálních spisovatelů, kteří do kyberpunku prvotně nepřispívali, k zahrnutí jeho prvků do svých textů. Mezi ně patří When Gravity Fail George Aleca Effingera; časopis Wired Luise Rossetta a Jane Metcalfe, který snoubí nové technologie, umění, literaturu a aktuální témata, aby nalákal současné fanoušky kyberpunku. Vlil kyberpunku dle Pauly Yoo „dokazuje, že zkušení hackeři, nadšenci do multimédií a mobilní pošuci jsou předurčeni k ovládnutí světa”.

### Film a televize
Film Blade Runner (1982), adaptace knihy Philipa K. Dicka Sní androidi o elektrických ovcích? se odehrává v roce 2019 v dystopické budoucnosti. Roboti téměř nerozeznatelní od lidí, replikanti, vyrobení k mimozemské práci, jsou na zemi legálně tzv. vyřazováni. Těm, co je vyřazují, se přezdívá Blade Runners. Film v kinech příliš neuspěl, až postupem času se stal kultovním. Jelikož vynechává některá témata ze své předlohy (náboženství a mýty), je mnohem více kyberpunkový. Když William Gibson poprvé Blade Runnera zhlédl, byl překvapený, nakolik se podobá jeho představě neuromancerovského světa. Tento film byl základem pro mnoho kyberpunkových děl. Např. trilogie Matrix, který využívá mnoho kyberpunkových prvků.
Počet filmů, které využívají alespoň nějaké kyberpunkové prvky, od uvedení Blade Runnera stabilně roste. Bylo zfilmováno několik dalších děl Philipa K. Dicka i Williama Gibsona (Johny Mnemonic, New Rose Hotel), avšak ty komerčně propady. Tyto neúspěchy zpomalily vývoj literární i kulturní formy kyberpunku. To však nezabránilo Blade Runnerovi v návratu do kin v roce 2017 v podobě sequelu Blade Runner 2049.
Kyberpunk dal také vzniku hybridního žánru filmů „tech-noir”, kombinace neo-noiru a sci-fi či kyberpunku. Mezi tech-noir filmy patří Burst City, Robocop, 12 opic, The Lawnmower Man, Hackers, Hardware, Strange Days, a dokonce i Blade Runner.
Prvky cyberpunku se objevují i ve filmech jako Dredd, Chappie, Terminátor či Total Recall.
V roce 2018 vyšel na platformě Netflix seriál Altered Carbon.

### Anime a manga
Kyberpunk je v anime a manze velmi oblíbený žánr. V Japonsku, kde je cosplay rozšířený nejen mezi mladými, se setkal s vřelým přijetím. Kyberpunkové anime a mangy využívají i prvky typické pro západní sci-fi, proto bývají oblíbené celosvětově. „Kyberpunk se odehrává v budoucnosti, která má globální kulturu. Taková kultura v současnosti neexistuje, takže japonská vize kyberpunku je stejně tak možná jako vize západního, u kterého je navíc běžné zahrnovat prvky japonské kultury.“ Příběh Neuromancera se odehrává v Čibě, jedné z největších japonských průmyslových zón. Pravdou je, že v době, kdy Gibson román psal, Čibu neznal a netušil, jak moc se podobá světu a jeho prostředí, které vytvořil. Gibson často Japonsko navštěvuje, tudíž se mohla na vlastní oči přesvědčit o naplnění vlastních předpovědí. Jeho slovy:
„Moderní Japonsko je kyberpunk. Japonci si toho jsou vědomi a těší je to. Pamatuji si svou první návštěvu Šibuji. Vzal mě tam jeden tokijský novinář, jeho tvář se koupala v tisících světel. Věže plné pohyblivých reklam. Řekl mi. ‚Vidíš? Vidíš to? Tohle je město Blade Runnera.‘ A ono opravdu. Evidentně měl pravdu.”
Mezi nejznámější kyberpunková anime a mangy patří Akira, Ghost in the Shell, Ergo Proxy, Battle Angel Alita, Megazone 23, Neo Tokyo, Goku Midnight Eye, Cyber City Oedo 808, Bubblegum Crisis, A.D. Police: Dead End City, Angel Cop, Extra, Blame!, Armitage III, Texhnolyze, Serial Experiments Lain, Neon Genesis Evangelion, Cyberpunk Edgerunners a Psycho-Pass.

### Hry
Existuje mnoho kyberpunkových videoher. Mezi nejznámější patří: The Screamer (1985), Neuromancer (1988), Snatcher (1998), Shin Megami Tensei (1992), Shadowrun (1993), Beneath A Steel Sky (1994), System Shock (1994), Blade Runner (1997), Syndicate (1993), Ghost in the Shell (1997), System Shock 2 (1999), Deus Ex (2000), Enter the Matrix (2003), E.Y.E: Divine Cybermancy (2011), Invisible, Inc. (2015), VA-11 HALL-A (2016), Detroit: Become Human (2018), Sense (2020), Observer: System Redux (2020) a Cyberpunk 2077 (2020).
Existují také stolní RPG na motivy kyberpunku, například: Cyberpunk, Cyberpunk 2020 a Cyberpunk v3. Mezi další papírová RPG se řadí Shadowrun (také vznikl v počítačové podobě) a Cyberspace.

### Hudba
Některé hudebníky kvůli jejich audiovizuálnímu stylu lze označit za kyberpunkové. V jejich textech se můžeme setkat s dystopickými vizemi budoucnosti či biomechanickými tématy, někteří však zapadají do kyberpunkové škatulky více než jiní. Řadí se mezi ně Psydoll, Front Line Assembly, Clock DVA a Sigue Sigue Sputnik. Někteří interpreti se kyberpunkem inspirovali jen v nějakých svých dílech. Práce Philipa K. Dicka inspirovali alba Garyho Numana Replicas, the Pleasure Principles a Telekon. Kraftwerk se v albech the Man-Machine a Computer World zabývá lidské postupné závislosti na technice. Konceptuální alba Fear Factory obsahují témata jako dystopie, kybernetika, střed mezi lidmi a stroji, virtuální světy. Kyberpunková literatura dala vzniku albu Cyberpunk od Billy Idol. Konceptuální album 1. Outside Davida Bowieho kritikové v roce jeho vydání (1995) vřele přijali. Mezi další kapely patří Nine Inch Nails a Sonic Youth (alba Sister a Daydream).
Z československé hudební tvorby do definice kyberpunku svým vizuálním, hudebním a textovým provedením zapadá ve své produkční linii ojedinělý hudební videoklip od skupiny Ladislava Štaidla, v pěveckém podání Ivety Bartošové: Když láska schází z léta páně 1988.
Žánry vaporwave a synthwave jsou označovány za kyberpunkové. První žánr je spíše dystopickou kritikou kapitalismu a druhý je nostalgickým retrofuturistickým vzkříšením prvků původního kyberpunku.

## Společenský dopad

### Umění a architektura
Kyberpunk ovlivnil některá neofuturistická umělecká díla a městská panoramata. Jedním z příkladů je Sony Center v Berlíně.

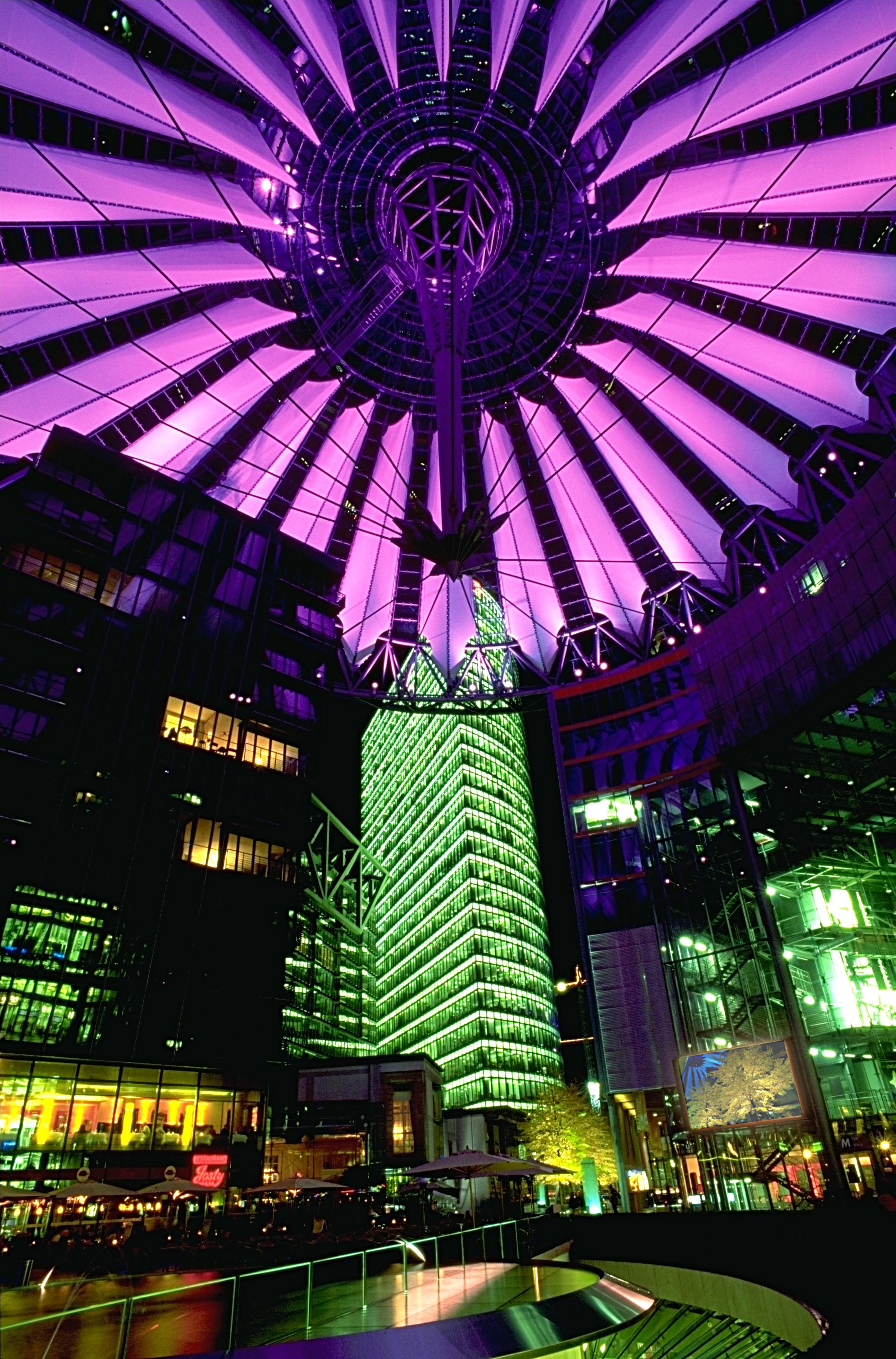
Sony Center v Berlíně

### Společnosti a kontrakultura
Kyberpunkem se inspirovalo několikero subkultur. Mezi ně se řadí i kyberdelická kontrakultura z konce 80. a začátku 90 let. Kyberdelikové, kteří se sami nazývali „cyberpunks”, se snažili skloubit psychedelické hnutí a umění drog s technologií kyberkultury. Mezi jejich stoupence patřili Timothy Leary, Mark Frauendelder a R. U. Sirius. Skupina z většiny odezněla po prasknutí internetové bubliny.
Módní a taneční styl cybergoth čerpá nejen z kyberunku, ale i ze subkultur rave a goth. Samostatný kyberpunkový styl oblékání se objevil poté. Odprostil se od goth a rave stylu a čerpá prvky z městské módy, moderního funkčního sportovního oblečení, vojenských uniforem s důrazem na multifunkčnost. Této módě se říká „tech wear”, „goth ninja” nebo „tech ninja”. Oblečení v tomto stylu poskytují návrháři ACRONYM, Demobaza, Boris Bidjan Saberi, Rick Owens a Alexandr Wang.
Na architektuře se kyberpunk tolik neotiskl. Hongkongské Kowloon Walled City (zdemolováno v roce 1994) je příkladným kyberpunkovým a dystopickým slumem. Mnohé akademiky fascinuje důmyslnost jeho seskupení, zejména v kontextu chudoby slumu kvůli politické, ekonomické a místní izolaci.

### Příbuzné žánry
Jak začal kyberpunk prosakovat do čím dál většího počtu děl, vznikly nové subžánry science fiction. Některé z nich se stále dají považovat za kyberpunk, jiné se vrhají do průzkumu nových teritorií. Zkoumají technologie a její dopady na společnost z jiných úhlů než kyberpunk. Velmi výrazný subžánr je steampunk. Jeho příběhy se odehrávají v alternativní verzi viktoriánského období, parním (steam) období, ve kterém se snoubí anachronistická technologie a kyberpunková noirová vize světa. Termín vznikl jako žertovný název pro romány Tima Powerse, Jamese P. Baylocka a K. W. Jetera, ale v době, kdy Gibson a Sterling spolupracovali na románu The Difference Engine, se název už ujal.
„Biopunk” (kyberpunková témata s užitím biotechnologií) se objevil na začátku 90 let a staví na biotechnologiích. Lidé nemají mechanické modifikace, ale manipulují s vlastní genetikou. Výrazný biopunkový autor je Paul Di Filippo, který napsal polovážný Ribofunk. Dokonce i Bruce Sterling přispěl a ovlivnil biopunk svým dílem Shaper/Mechanist.

## Spisovatelé kyberpunku
- Rudy Rucker
- Bruce Sterling – Schismatrix
- John Shirley
- William Gibson – Neuromancer
- Neal Stephenson
- Dan Simmons
- Sergej Lukjaněnko – Bludiště odrazů
- Masamune Shirow - Ghost In The Shell

### Čeští spisovatelé
- Miroslav Žamboch – Líheň (1 – Smrt zrozená v Praze, 2 – Královna smrti)
- Jiří Brossmann – Zákony silnějšího
- Jiří Walker Procházka – navazující povídky Rox’n’roll, Pražský průnik, Kybernátor, Jackův konvoj
- Jan Janda (spisovatel) – Hacker – Odvrácená tvář života, Zločinci na síti, Manifest českého hackera
- Petr Heteša - Fatal Virtuál, Sex, Drogy & Cyb'n'roll
- Thea Sedmidubská a další